# Tinovul Apa Lină - Honcsok (sit SPA)
Tinovul Apa Lină - Honcsok este o arie protejată (arie de protecție specială avifaunistică — SPA) din România întinsă pe o suprafață de 7.830,1 ha, integral pe uscat.

## Localizare
Aria naturală se întinde în extremitatea nord-estică a județului Covasna, pe teritoriile administrative ale comunelor Estelnic și Poian; și în cea sud-estică a județului Harghita, pe teritoriul comunei Plăieșii de Jos. Centrul sitului Tinovul Apa Lină - Honcsok este situat la coordonatele 46°11′40″N 26°11′27″E / 46.194397°N 26.190778°E.

## Înființare
Situl Tinovul Apa Lină - Honcsok a fost declarat arie de protecție specială avifaunistică (ROSPA0169) în septembrie 2016 pentru a proteja mai multe specii de păsări. Acesta se suprapune în integralitate cu situl de importanță comunitară Tinovul Apa Lină - Honcsok și include rezervația naturală Tinovul „Kicsi Romlásmezö” (Rupturile Mici) de la Plăieșii de Jos.

## Biodiversitate
Situată în bioregiunea alpină din versantul sudic al Munților Nemira (grupă muntoasă a Carpaților Moldo-Transilvaneni, aparținând de lanțul carpatic al Orientalilor), aria naturală  cuprinde bazinul hidrografic al pârâului Apa Lină și nu are rol de a proteja habitate.
La baza desemnării sitului se află 17 specii de păsări protejate la nivel european sau aflate pe lista roșie a IUCN; astfel: minuniță (Aegolius funereus), acvilă țipătoare mică (Aquila pomarina), buhă (Bubo bubo), ieruncă (Bonasa bonasia), caprimulg (Caprimulgus europaeus), ciocănitoare de grădină (Dendrocopos syriacus), ciocănitoare neagră (Dendrocopos martius), muscar (Ficedula parva), muscar gulerat (Ficedula albicollis), ciuvică (Glaucidium passerinum), sfrâncioc roșiatic (Lanius collurio), ciocârlie de pădure (Lullula arborea), viespar (Pernis apivorus), ciocănitoare de munte (Picoides tridactylus), ciocănitoare verzuie (Picus canus), huhurez mare (Strix uralensis) și cocoș de munte (Tetrao urogallus).

## Căi de acces
- Drumul național DN11B, pe ruta: Târgu Secuiesc - Sânzieni, Covasna - Iacobeni, Harghita.